# Șarpele blând al infinitului
Șarpele blând al infinitului (1977) este un roman științifico-fantastic scris de Romulus Bărbulescu și George Anania. Aceasta este a șaptea carte scrisă în colaborare de cei doi autori și ultima publicată înainte de căderea comunismului.

## Considerații generale

### Opinii critice
Când cei doi autori se apropiau final, Anania a considerat că unul dintre personaje trebuie să moară pentru ca romanul să aibă impactul necesar. Inițial, Bărbulescu nu a vrut să accepte această variantă, dar a cedat ulterior, recunoscând justețea explicațiilor colaboratorului său.
Alexandru Mironov a fost de părere că Șarpele blând al infinitului este "o carte mai slabă" a celor doi autori, care s-ar fi "conformat parcă cerințelor și etichetelor" literaturii de anticipație românești, intrată "pe la 1974, într-un con de umbră". El s-a justificat spunând că "numai localizarea etnică a personajelor (cele mai importante cosmodroame terestre se găseau cam pe lângă Slobozia) era suficientă pentru a descuraja pe oricine.". La rândul său, Aurel Cărășel a considerat că romanul "abordează o temă considerată cvasidesuetă". 
George Anania a confirmat înăsprirea cenzurii politice din acea perioadă, afirmând că au fost nevoiți să redacteze patru variante ale romanului pentru a mulțumi secretarul de partid cu care fuseseră nevoiți să lucreze ca redactor pentru acest volum. Cu toate acestea, el este de părere că acest roman conține și cea mai deosebită idee SF propusă de ei, "faptul că bioundele tuturor ființelor din Cosmos, biounde care călătoresc instantaneu în Spațiu, se pot substanțializa, reproducând viețuitoarele de la care provin, atunci când întâlnesc condiții propice."

### Cadrul acțiunii
Acțiunea se petrece într-un viitor în care omenirea a colonizat sistemul solar, dar acesta încă nu a devenit un loc sigur (de exemplu, doar jumătate dintre cei care ajung pe Pluto reușesc să scape cu viață). Navele pământene au trecut și dincolo de limitele sale, ajungând de exemplu la steaua Sirius din constelația Câinele Mare, aflată la 8,6 ani-lumină, unde au amplasat și o stație spațială.
Imaginile din spațiu sunt înregistrate cu ajutorul teleholografiei, iar societatea omenească a ajuns să folosească roboții ca ajutor în munca științifică sau în gospodărie. În ceea ce privește evoluția omenirii, dezvoltarea noeticii a permis apariția integralilor, oameni care sunt antrenați pentru a-și folosi un procent mai mare din creier decât restul populației. 
România se află în rând cu marile puteri economice ale lumii, pe teritoriul țării aflându-se un reactor nuclear la Câmpeni, o facultate de astronautică sau un institut de noetică. Savanții români călătoresc în cosmos pentru a desfășura experimente științifice, cum ar fi verificarea rezistenței biotopilor în spațiu, sau încearcă să descopere misterele "efectului 409", cel care are legătură cu călătoria bioundelor. Un inventator român este cel care construiește prototipul unei navete de salvare care va fi folosită la explorarea fenomenelor stranii din sistemul stelei Sirius și care este testat pe un cosmodrom amplasat în România.

## Intriga

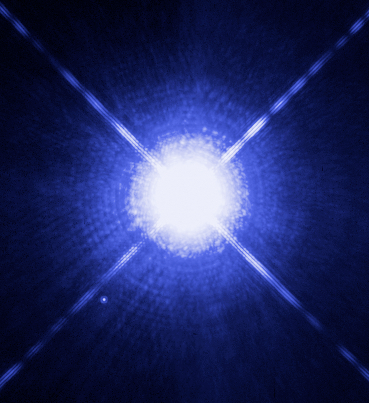
Sirius A şi B într-o imagine recepţionată de telescopul spaţial Hubble.

În timpul unui zbor cosmic, biologul Emil Faur asistă la un fenomen care afectează plantele și animalele transportate de nava spațială, omorând mare parte dintre ele. Chiar și el trece ajunge într-o stare critică, în care are viziunea "Văii de cleștar" de pe a doua planetă a lui Sirius. La întoarcerea pe Pământ, partenerul său de zbor neagă întregul eveniment, iar Faur cade în dizgrația cercurilor științifice. El se retrage în reședința sa, unde se ocupă cu creșterea plantelor mutante care au supraviețuit zborului cosmic.
Treizeci de ani mai târziu, omenirea primește primele imagini de pe a doua planetă a lui Sirius, iar "Valea de cleștar" a lui Faur se dovedește a fi reală. În același timp, la reactorul nuclear de la Câmpeni, fizicianul integral Mihai Vlad descoperă un fenomen straniu, pe care îl botează "efectul 409". Supus acestui fenomen, Vlad ajunge să aleagă din bioundele înconjurătoare pe cea mai puternică, "văzând" evenimente și locuri care se află la distanțe mari de el. Legătura între "efectul 409" și cele trăite de Faur cu 30 de ani în urmă este făcută de savantul Bogdan Andronic, care plănuiește o expediție spre Sirius.
În această expediție, pe lângă Faur și Vlad, el intenționează să mai ia două persoane. Una dintre ele este un pilot de cursă lungă, Valer Toma, cunoscut campion de iahting. Acesta are o fire rebelă și este cât pe ce să fie eliminat, dar modul în care testează prototipul unei navete de salvare îi convinge pe toți de abilitățile sale. Cu puțin timp înainte de recrutare, acesta se îndrăgostește de Despina, o tânără care se dovedește a fi fata ultimului membru recrutat pentru expediție, doctorul Sergiu Cristea. Cristea este cel care îl însoțise pe Faur în urmă cu trei decenii în expediție și care nu avusese curajul să îi susțină mărturia, pentru a nu deveni ridicol. Tot el încearcă să îi aranjeze fetei sale o căsătorie confortabilă, de conveniență, fără a încerca să vadă în ea femeia independentă în care s-a transformat, cu visurile și ambițiile propri.
Expediția ajunge pe stația Endymion, unde studiază rezultatele "efectului 409", amplificate la cote care le depășesc cu mult pe cele din reactorul de la Câmpeni. O serie de plante și de animale suferă mutații oribile, până când Andronic se hotărăște să pătrundă în canalul de biounde și să stabilească o legătură cu inteligența de pe planeta din sistemul stelei Sirius. Capacitatea de integral a lui Vlad îi permite să păstreze legătura cu Andronic, în încercarea de a-l feri de pericol. Andronic găsește calea de comunicare cu inteligența străină și reușește să proiecteze cu ajutorul bioundelor un alter-ego în "Valea de cleștar". Tânăr și neexperimentat, Valer nu înțelege că aceea e doar o proiecție și crede că Andronic chiar a ajuns pe planetă, unde este atacat de lianele indigene. Dornic să îl salveze, Valer se aruncă în canalul de biounde, fără a fi conștient că astfel își pune viața în pericol. El se întâlnește cu Andronic cel real, care îl lămurește cu privire la modalitatea comunicării prin biounde și pentru care timpul a curs mult mai repede: ceea ce pentru cei rămași în afara canalului de biounde a reprezentat doar câteva luni, pentru el a însemnat mai bine de șase decenii.
Cei doi ies din canalul de biounde, dar acestea l-au afectat iremediabil pe Valer, care moare. Abia în acel moment ceilalți membri ai expediției sunt dispuși să treacă peste orgoliile și animozitățile lor și să se dedice trup și suflet proiectului de comunicare prin intermediul bioundelor. Înțelegând cât de mult greșiseră față de Valer, pe care l-a considerat prea naiv și nepriceput ca să se ridice la înălțimea lor și asistând la durerea Despinei pentru pierderea celui căruia nu a apucat să îi mărturisească dragostea, Vlad decide să îi ceară alter-ego-ului pe care îl proiectează în "Valea de cleștar" să creeze acolo un alter-ego al defunctului Valer.

### Capitolele cărții
| - Iarna anului cinci - Vara anului patru - Toamna anului patru - Aceeași toamnă, în decor schimbat - Primăvara anului trei - Anul doi, un anotimp incert - Toamna târzie a anului întâi - Același an, același anotimp | - După-amiaza - Seara - Noaptea - Dimineața |

## Lista personajelor
- Bogdan Andronic - conducătorul expediției către Sirius și catalizatorul experimentului
- Emil Faur - director al Centrului de exobiologie
- Mihai Vlad - integral, fizician, șef de lucrări la Reactorul nuclear din Câmpeni
- Sergiu Cristea - doctor, șeful clinicii de fiziologie de la Institutul de noetică
- Valer Toma - absolvent al Facultății de astronautică, pilot de cursă lungă, campion de iahting
- Despina Cristea - fiica doctorului Cristea, dispecer pe cosmodrom
- D-na Toma - mama lui Valer